# Федеральне міністерство праці та соціальних питань Німеччини
Федеральне міністерство праці та соціальних питань Німеччини (нім. Bundesministerium für Arbeit und Soziales, BMAS) — одне з міністерств Німеччини. Штаб-квартира міністерства розміщена в Берліні, а в Бонні розташований важливий другий офіс.

## Історія
Міністерство засноване 1949 року як Федеральне міністерство праці (нім. Bundesministerium für Arbeit); потім перейменоване на Федеральне міністерство праці та соціальних питань (нім. Bundesministerium für Arbeit und Sozialordnung). Між 2002 і 2005 рр. функції міністерства розподілили та передали Федеральному міністерству економіки і праці (нім. Bundesministerium für Arbeit und Sozialordnung) і Міністерству охорони здоров'я і соціального забезпечення (нім. Bundesministerium für Gesundheit und Soziale Sicherung). 2005 р. Федеральне міністерство праці та соціальних питань відновили та перейменували на Федеральне міністерство праці та соціальних питань.